# Roure cerris
El roure cerris, reboll o roure turc (Quercus cerris) és una espècie de roure originària del sud d'Europa i Àsia Menor. Té la característica inusual que les seves glans triguen 18 mesos a madurar.
Quercus cerris és un arbre de mida grossa que fa 25-40 m d'alt amb un tronc de fins a 2 m de diàmetre. L'escorça és de color gris fosc i profundament acanalada. Les fulles fan 7-14 cm de llargada i 3-5 cm d'amplada amb 6-12 lòbuls triangulars. Les flors són anemòfiles i els aments maduren 18 mesos després de la pol·linització; el fruit té una gran gla, de 2,5-4 cm de llargada i 2 cm d'amplada la qual és de gust tan amargant que els animals que la consumeixen només ho fan quan ja no queda cap altra gla en els boscos.
Es fa servir en jardineria i s'ha naturalitzat a gran part d'Europa, es fa servir de paravent i la seva fusta té les característiques de la majoria de la dels altres roures però s'esquerda fàcilment. Hi ha cultivars variegats en les seves fulles. També hi ha híbrids, per exemple el produït amb l'alzina surera (Q. × hispanica Lam.).